# Zametopias
Zametopias là một chi nhện trong họ Thomisidae.